# امرزبک
امرزبک (به آلمانی: Ammersbek) یک شهر در آلمان است که در شلسویگ-هولشتاین واقع شده‌است.

## خصوصیات
امرزبک ۱۷٫۷۱ کیلومترمربع مساحت دارد ۳۰ متر بالاتر از سطح دریا واقع شده‌است.